# Суатиси
Суатиси (груз. სუათისი; осет. Суатъис) — селение в Трусовском ущелье, находится в Казбегском муниципалитете Грузии.

## Описание
В двух километрах от Четойта, вверх по Суатисидон, обособленно от остальных поселений Тырсыгома, лежит селение Суатиси. До переселения в 1944 году в нем насчитывалось более 50 дворов Бациевых, Агкацевых, Самбеговых, Бекоевых, Тхостовых, Бизиковых, Касаевых, Елоевых. Из архитектурных памятников относительно хорошо сохранились башни Касаевых и Елоевых, совместная башня Бациевых, Агкацевых и Самбеговых. Причем последняя башня именуется Харисджины масыг (осет. Хæрисджыны мæсыг). Не исключено, что это название как-то связано с аулом Харисджин в Куртатинском ущелье.